# Коминиум
Коминиум (Cominium) е древен град на самнитите в Кампания. Населяван е от оските и сабелите.
По време на Третата самнитска война през 293 пр.н.е. е превзет от римските консули Спурий Карвилий Максим и Луций Папирий Курсор.
През 291 пр.н.е. Коминиум e обсаден от проконсулa в Самниум Квинт Фабий Максим Гург заедно с консула Луций Постумий Мегел и завладян от римляните.
По време на Втората пуническата война (218 пр.н.е. – 202 пр.н.е.)
е център на картагенците с генерал Хано.